# حورية وعين (فلم)
حورية وعين هو فيلم دراما قصير سعودي من بطولة راشد الشيب وسارة الدوراني ودين فضايل وبسيمة حجار، ومن إخراج وتأليف شهد أمين.

## قصة الفيلم
تعيش حنان البالغة من العمر 10 سنوات في قرية صيد على ساحل شبه الجزيرة العربية. تنقذ حنان حورية البحر من القبض عليها من قبل والدها الصياد. تنطلق لاحقا بعد عدة سنوات للعثورة على الحورية مرة أخرى.

## طاقم التمثيل
- راشد الشيب بدور مثنى
- سارة الدوراني بدور حورية البحر
- دين فضايل بدور حنان
- بسيمة حجار بدور حنان

## الجوائز والترشيحات
| قائمة الجوائز والترشيحات         | قائمة الجوائز والترشيحات  | قائمة الجوائز والترشيحات                              | قائمة الجوائز والترشيحات | قائمة الجوائز والترشيحات | قائمة الجوائز والترشيحات |
| المهرجان                         | الفترة                    | الفئة                                                 | المترشح                  | النتيحة                  | مراجع                    |
| -------------------------------- | ------------------------- | ----------------------------------------------------- | ------------------------ | ------------------------ | ------------------------ |
| مهرجان أبوظبي السينمائي          | 23 أكتوبر - 1 نوفمبر 2014 | أفضل تصوير سينمائي - مسابقة أفلام الإمارات            | توم هاينز                | فوز                      | [ 2 ]                    |
| مهرجان أبوظبي السينمائي          | 23 أكتوبر - 1 نوفمبر 2014 | أفضل فيلم روائي قصير - مسابقة أفلام الإمارات          | حورية وعين               | فوز                      | [ 2 ]                    |
| مهرجان إن دي يو السينمائي الدولي | نوفمبر 2014               | أفضل فيلم روائي قصير - المسابقة الدولية               | حورية وعين               | فوز                      | [ 3 ]                    |
| مهرجان ستوكهولم السينمائي الدولي | 5 - 16 نوفمبر 2014        | أفضل فيلم قصير - جائزة الومنيوم هورس                  | حورية وعين               | رُشِّح                      | [ 3 ]                    |
| مهرجان تورونتو السينمائي الدولي  | 4 - 14 سبتمبر 2014        | أفضل فيلم - جائزة شورت كاتس                           | حورية وعين               | رُشِّح                      | [ 1 ]                    |
| مهرجان أفلام السعودية            | 20 - 24 فبراير 2015       | جائزة النخلة الفضية - مسابقة الأفلام الروائية القصيرة | حورية وعين               | فوز                      | [ 4 ]                    |
| مهرجان أتلانتا السينمائي         | 20 - 29 مارس 2015         | المتستقلات الصاعدات - المسابقة الرسمية                | حورية وعين               | رُشِّح                      | [ 5 ] [ 6 ]              |